# کنوت هولامکویست
کنوت هولامکویست (انگلیسی: Knut Holmqvist; ۱۵ ژوئیهٔ ۱۹۱۸ – ۲۸ اوت ۲۰۰۰) ورزشکار ورزش تیراندازی اهل سوئد بود.
وی در مسابقات کشوری و بین‌المللی در مجموع برندهٔ ۱ مدال طلا، ۱ مدال نقره، ۱ مدال برنز شده‌است.